# Scamander Vallis
La Scamander Vallis è una struttura geologica della superficie di Marte.